# Leontodon taraxacoides
Leontodon taraxacoides é uma espécie de planta com flor pertencente à família Asteraceae. 
A autoridade científica da espécie é Hoppe & Hornsch., tendo sido publicada em Deutschl. Fl. (Sturm), Abt. I, Phanerog. Band 11 (Heft 41): [texto e placa não numerada ?]. 1821.

## Portugal
Trata-se de uma espécie presente no território português, nomeadamente os seguintes táxones infraespecíficos:
- Leontodon taraxacoides subsp. longirostris - presente em Portugal Continental, no Arquipélago dos Açores e no Arquipélago da Madeira. Em termos de naturalidade é nativa das três regiões atrás referidas. Não se encontra protegida por legislação portuguesa ou da Comunidade Europeia.
- Leontodon taraxacoides subsp. taraxacoides - presente em Portugal Continental. Em termos de naturalidade é nativa da região atrás referida. Não se encontra protegida por legislação portuguesa ou da Comunidade Europeia.